# Карабахские армяне
Карабахские армяне (арм. Արցախահայեր [арцахаайэр], Արցախցիներ  [арцахцынэр],
Ղարաբաղցիներ [харабахцынэр]) — историко-этнографическая или субэтническая, группа армян, говорящий на карабахском диалекте. Они населяют регионы Тавушской и Сюникской областей, а также жили в Нагорном Карабахе до исхода армян.

## История этноса

### Этногенез. II тысячелетие до н.э. - I тысячелетие н.э.
Современные армянские историки[кто?], ссылаясь на древнеармянского историка Мовсеса Хоренаци, сообщавшего, что область Утик составляла часть Армянского царства Ервандидов в конце правления Ерванда IV (ок. 200 г. до н. э.), датируют начало арменизации Карабаха IV веком до н. э. Возможность существования этой точки зрения допускал Р. Хьюсен, отмечая, что данные территории, вероятно, входили в состав Ервандидской Армении. В более ранней работе Р. Хьюсен датировал частичную арменизацию автохтонного населения Арцаха и Утика периодом вхождения этих регионов в Великую Армению после завоевания их во II в. до н. э. армянским царём Арташесом I. По его мнению, нет оснований полагать, что правобережье Куры, завоёванное Арташесом, на тот момент не являлось армянским, а ссылаться на Хоренаци по вопросам древней истории следует с большой осторожностью. Французский историк-кавказовед Жан-Пьер Маэ называет IV век до н. э. датой начала арменизации правобережья Куры.

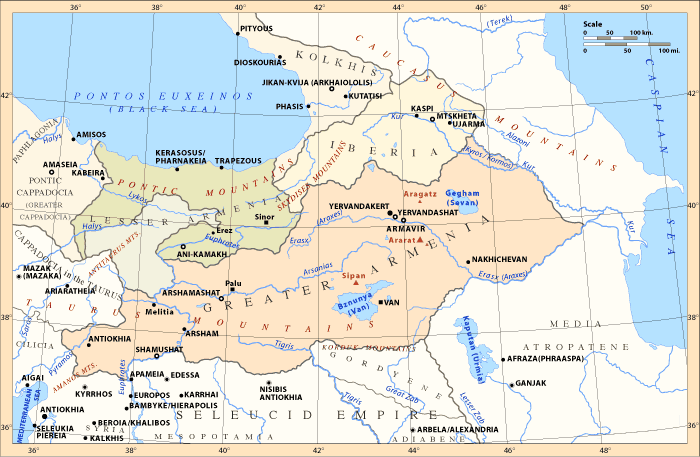
Великая Армения в период правления династии Ервандуни (IV—II век до н. э.) по версии Р. Хьюсена

О границах Ервандидской Армении (IV—III века до. н. э.) существуют разные точки зрения. Ряд западных авторов ограничивает восточные пределы Армении до II в. до н. э. долиной Аракса и озером Севан. Русский востоковед В. Ф. Минорский характеризовал территории к югу от Куры как занятые племенами кавказско-албанского происхождения, но захваченные армянами; эти территории вернулись под власть албанских правителей лишь после раздела Армении между Византией и Персией в 387 году.
Советские востоковеды также придерживались более поздней датировки процесса арменизации правобережья Куры, относя его к периоду Великой Армении. С. Т. Еремян, датировавший вхождение правобережья Куры в состав Великой Армении II веком до н. э., считал, что местное население было арменизировано к IV—VI векам н. э. и что во время присоединения области к Кавказской Албании население Арцаха уже было полностью армянским. По мнению К. В. Тревер, правобережье Куры, где обитали шаки, утии и гаргары-албаны, было захвачено Арташесом I во II веке до н. э., а в VII веке Арцах и большая часть Утика были уже арменизированы. А. П. Новосельцев полагал, что часть местного разноплеменного населения в приграничных с Албанией районах Армении была арменизированна в эпоху поздней античности, в период политической гегемонии Армении до её раздела в 387 году. Особо активными для этого процесса Новосельцев считает VII—IX века.

### В составе Великой Армении. IV в. до н.э. - V в. н.э.

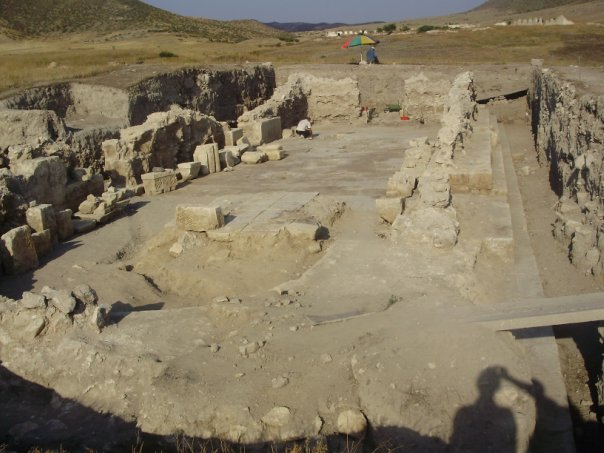
Раскопки древнего города, отождествляемые археологами с Тигранакертом.. Фрагмент

Точная датировка, когда Арцах вошел в состав Великой Армении неизвестна. Споры между историками идут вокруг диапазона IV-II вв. до н.э. В любом случае, достоверно можно сказать, что уже с начала II века до нашей эры и далее на протяжении как минимум 600 лет, Арцах несомненно был частью Великой Армении.
В период правления династии Арташесидов (189 г. н.э. - 1 г. н.э.) арцахские армяне выставляли для страны наибольшее число всадников, о чем свидетельствуют античные авторы.
В этот период, ареал расселения арцахцев составлял не только территорию Нагорного Карабаха, но и всю обширную равнину вдоль реки Кура до места ее слияния с Араксом, где проходила граница с албанами.
Между 77-75 годами до нашей эры, в Арцахе строится один из крупнейших городов Античной Армении - Тигранакерт (один из 4-х городов с таким названием, построенным царем Тиграном Вторым Великим), на территории современного Агдамского района, который является первым городом на территории Карабаха .
В 301 году, арцахские армяне, вместе с остальными жителями страны, приняли христианство и были крещены первым католикосом всех армян - Григорием Просветителем, здесь же был похоронен его внук - Святой Григорис. По всей территории Арцаха строятся церкви, которые находились в непосредственном подчинении Эчмиадзинскому католикосу (католикосу всех армян) вплоть до середины V века, а затем Двинскому католикосату (католикосу всех армян) до середины VI века.
В 405 г. н.э., создатель армянского алфавита Святой Месроп Маштоц, открывает в Арцахе первую в истории армянскую школу, для обучения местных жителей Библии на родном для них армянском языке.

### В составе Кавказской Албании. V - VII в. н.э.
В 387 году Великая Армения была поделена между Римской и Персидской империями. К 428 году Армянское царство было окончательно ликвидировано персами и создано Армянское марзпанство. При этом, Арцах был передан марзпанству Кавказской Албании, в составе которого арцахские армяне жили на протяжении 192 года, вплоть до 620-х годов.
При этом население, культура и политическое управление в Арцахе в этот период продолжали оставаться армянскими. Арцахские армяне сохраняли автономию.
В 550 году все приходы Арцахской епархии Армянской Апостольской Церкви были переданы Албанской Церкви (до 705 года), но богослужение продолжалось проводиться по армянскому обряду и на армянском языке.

### В составе Армянского эмирата. VII - IX в. н.э.
После вторжения арабских войск на Южный Кавказ, была создана армянская автономная единица - Армянский эмират, под автономным управлением армянского княжеского рода Рштуни. Арцах входит в состав этой автономии в 701 году.
В 705 году, Албанская церковь была ликвидирована и включена в состав Армянской Апостольской Церкви, таким образом, армяне не только вернули свои приходы в Арцахе, утерянные ими в 550 году, но и установили свою религиозную юрисдикцию над всей территорией Кавказской Албании вплоть до Дербента став автономным Агванкским католикосатом в составе Армянской Апостольской Церкви, с юрисдикцией в границах бывшего Албанского марзпанства 428-620 годов, вплоть до начала XIX века.
В текстах VII-VIII веков, впервые письменно упоминается самобытный арцахский диалект армянского языка.

### Хаченское (Арцахское) царство. IХ - XVI вв.

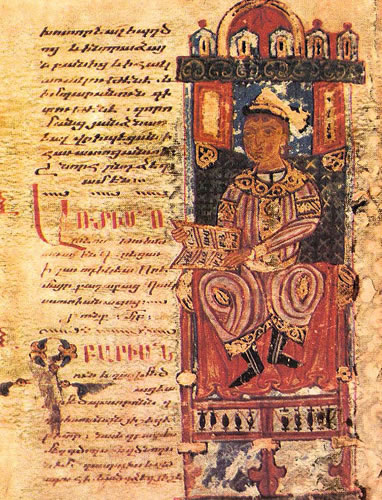
Князь Вахтанг Тагаворазн, миниатюра XIII века

В 821 году арцахские армяне создали свое независимое государство - Хачен, которое в том или ином виде просуществовало на протяжении 779 лет, вплоть до начала XVII века.
Название "Хачен" с армянского языка дословно переводится как "земля Креста", или "царство Креста".
В ряде средневековых источников параллельно встречается и второе его название - "Арцахское царство", в соответствии с его древним названием - Арцах. Автор XV века Матевос Монозон именует его «Aрцах, теперь именуемый Хаченом». Византийские императоры, писавшие письма хаченским царям, адресовывали их так: "В Хачен, в Армению".
В Х-XI веках Хаченское царство становится вассалом Армянского царства Багратидов, затем вновь приобретает независимость до 1201 года, пока не был подчинен княжеству Северной Армении, сюзерену Грузии, до 1236 года.
В 1236 году Хаченское царство теряет свою независимость под ударами монгольских орд, и сохраняет автономное царство сначала под властью Монгольской империи, затем становится вассалом туркоменской империи Кара Коюнлу и позже Персидской империи, при этом сохраняя внутреннее самоуправление, правящие династии, армию, и другие атрибуты полунезависимого государства вплоть до 1600 года.

### Княжество Хамс. нач. ХVII - середина XVIII вв.

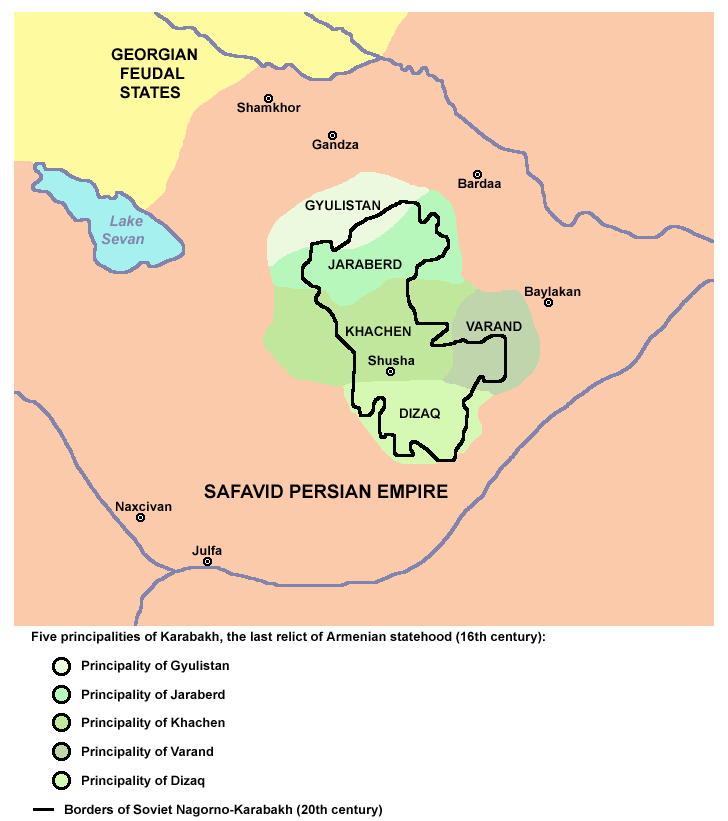
Армянские меликства Хамсы, XVII—первая половина XVIII века

В XVI—XVII веках Хаченское княжество распалось на пять небольших княжеств — меликств, которые, соответственно, именовались «Хамса» — от арабского хамса (араб. خمسة, «пятерик», «пятерица»). Просуществовавшие до второй половины XVIII века меликства Хамсы являлись последним очагом армянского национально-государственного устройства, при этом были зависимы от Карабахского беглербека и имели автономный или полуавтономный статус.
Княжество Хамс первым из армянских регионов заключили дипломатические отношения с Российской империи и пожелали принять российское подданство в 1699 году.
События времён турецкой оккупации (1723—1733) надолго остались в памяти армян Хамсы как годы жестокого разорения и вместе с тем героической борьбы. Армяне начали ожесточенную борьбу с турками.
Княжество Хамс прекратило свое существование в 1752 году, так как было захвачено войсками тюркского хана Панаха.

### Карабахское ханство. Середина ХVIII - начало XIX веков
В 1732 году в княжестве Хамс начались междоусобные войны армянских меликов, которые длились 20 лет. Они усилились после смерти Надир-шаха в 1747 году. Воспользовавшись междоусобиями среди армянских меликов, тюркскому хану Панаху удалось подчинить их себе и сделать своими вассалами. Панах Али-хан сделал Шушу столицей ханства, тем самым впервые за свою историю Нагорный Карабах оказался под властью тюркского хана
. Земли армянского княжества Хамс вошли в состав Карабахского ханства. С образованием ханства усилилась миграция тюркских племен в Карабах и, наоборот, эмиграция из него армян. В самом центре бывшего армянского меликства Варанда появился крупный анклав со смешанным армяно-тюркским населением — город Шуша.

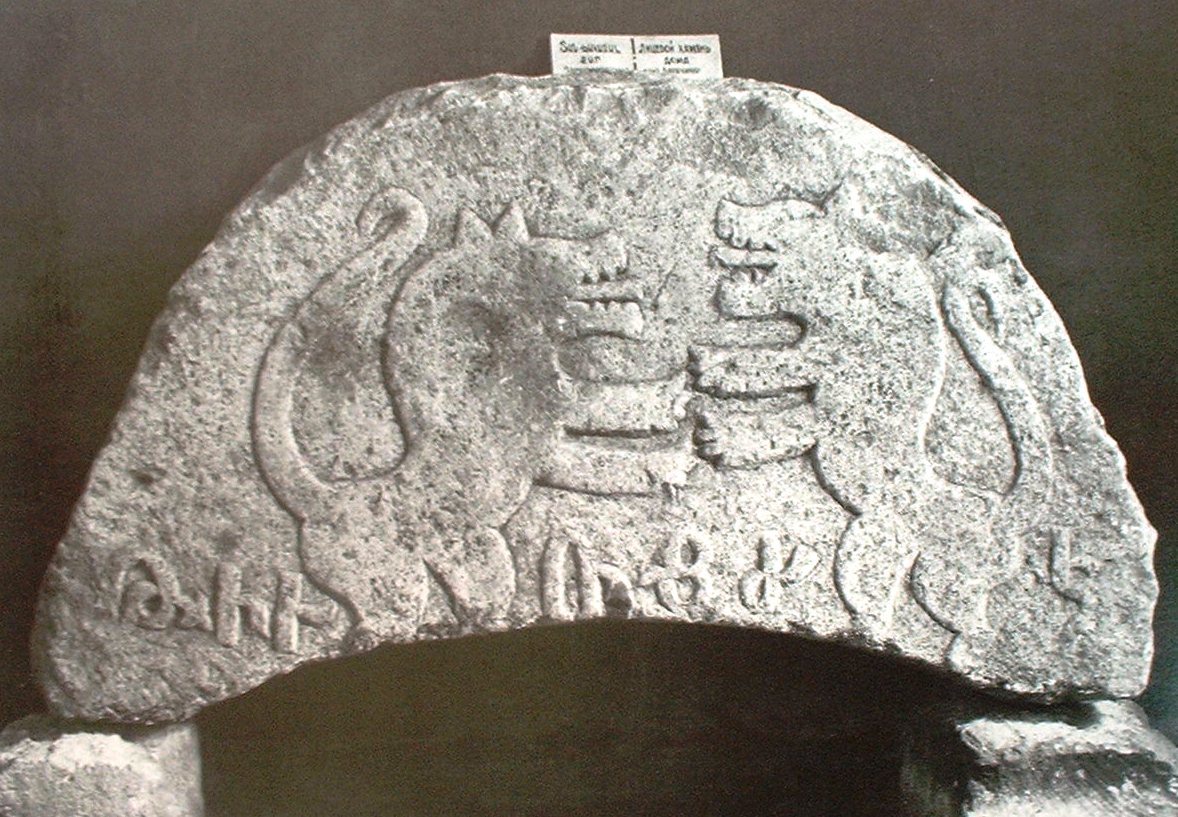
Герб Гюлистанского меликства с надписями на армянском языке

### В составе Российской империи. начало ХIХ - начало XX веков
В середине XVIII века насчитывалось ок. 500,000 человек - представителей карабахского субэтноса армян, живших как в Нагорном, так и в Равнинном Карабахе, но вследствие опустошительных военных действий конца ХVIII - начала XIX веков, бушевавших на территориях Карабаха, карабахские армяне в массе своем эмигрировали в Ширван, Грузию, Северный Кавказ и глубинные районы Европейской России, многие были насильно угнаны в Персию. Опустевшие армянские селения активно заселялись тюркскими и курдскими кочевниками из глубинных провинций Персии, армянское большинство сохранилось лишь в горных районах Карабаха.
С присоединением Карабаха к Российской империи, начинается бурный рост развития среди карабахских армян. Застраивается город Шуша, который становится культурным центром как для карабахских армян, составлявших в городе большинство в период его наибольшего расцвета, так и для мусульман. Издаются многочисленные газеты на армянском языке (только в г. Шуша - 20 наименований газет на армянском языке). Карабахские армяне активно участвуют в жизни Российской империи, дав свыше 100 генералов русской царской армии. Из числа карабахских армян в Санкт-Петербурге и Москве формируется широкий пласт армянской интеллигенции и аристократии, многие из которых захоронены на Армянском участке Ваганьковского кладбища в Москве.
Среди карабахских армян широко распространяется русский язык и русская культура. Часто встречаются русификации армянских фамилий.
В период Российской империи, территория Карабаха входит в состав Елизаветпольской губернии, с центром в городе Елизаветполь (ныне Гянджа, бывшая столица Карабахского беглярбекства), армяне к концу XIX века составляли более 1/3 населения.

### В составе СССР. 1920-1991 гг.
В советский период карабахские армяне компактно проживали в Нагорно-Карабахской АО, которая входила в состав Азербайджанской ССР, но сохраняла армянское этническое большинство и автономное политическое управление.
Перепись 1970 года,показала в пределах СССР около 895,000 представителей карабахского субэтноса армян (25,1% от общего числа армян СССР и 16,5% от общего числа всех армян мира), в том числе в Азербайджанской ССР свыше 480,000 карабахских армян, из которых 237,000 в пределах исторических Нагорного и Равнинного Карабаха, (из них 121,000 жили в Нагорно-Карабахской АО и 116,000 в прилегающих районах), 207,000 в Баку, 36,000 в пределах бывших Шеки и Ширвана. Еще порядка 60,000 карабахских армян жили в республиках Средней Азии, 25,000 в Ставропольском крае, 20,000 в национальных республиках Северного Кавказа, порядка 200,000 в Армянской ССР и около 110,000 в Грузии и в других регионах СССР.
Карабахские армяне активно участвовали в жизни Советского Союза, дали свыше 40 Героев СССР, в том числе двое - дважды Героев, 4 маршала, 1 адмирала, 9 контрадмиралов, более 60 генералов, большое число выдающихся людей, в разных сферах военного дела, культуры, просвещения, спорта, политики.

## Численность

### Античность и Средние века
Автор V века Агафангел пишет, что в 301 году Григорий Просветитель крестил 4,150,000 мужчин, женщин и детей в 15 провинциях Великой Армении. Учитывая, что общая площадь Арцаха и Утика (Нагорный и Равнинный Карабах) составляла порядка 8% территории Великой Армении, а также учитывая археологические данные, указывающие на плотность населения в разных регионах Древней Армении, можно указать примерную численность арцахцев в IV веке в ок. 300,000 человек. Академик С. Еремян, также оценивает население Армении в IV веке в примерно 4 миллиона человек, из которых ок. 300 тысяч в Арцахе	, Элизабет Рейдгет оценивает население Армении (и Великой и Малой) в 5-6 миллионов человек, из которых в Арцахе - более 400 тысяч человек, Тадевос Акопян, ссылаясь на численность армии и налоговые отчеты, также указывает на 5-6 миллионов во всей Армении и чуть более 400 тысяч в Арцахе, аналогичных подсчетов придерживаются и другие авторы.

### Новое Время. ХVI-нач.XIX вв.
Согласно заявлениям Коллегии иностранных дел России от 5 ноября 1724 года, численность карабахских армян составляла 100,000 дворов, то есть порядка 500,000 человек, у которых имелось войско из 30,000 конницы и 10,000 пехоты, аналогичные данные в 500,000 карабахских армян указаны в послании карабахских меликов и католикоса императрице Екатерине Первой в 1725 году. Аналогичные цифры приводятся и во всех остальных архивных документах того периода
.В 1752 году карабахские армяне, из-за внутренних распрей между армянскими меликами, попали под власть Карабахского ханства. Армянский мелик Шахназар Второй выдал свою дочь замуж за мусульманского хана Ибрагима, из-за чего, Ибрагим,фактически попал в зависимость от армянских меликов, особенно от своего тестя Шахназара Второго.
Войско в Карабахском ханстве состояло из местных 7000 армянских и 3000 мусульманских (состоявшее исключительно из наемных лезгин) воинов.
На втором этапе правления Ибрагим-хана, внутренняя политика которого стала отличаться жестокостью и стремлением к исламизации армян, а также постоянные набеги персидских войск на карабахских армян, существенно усложнилось положение карабахцев и их меликов. Многие армяне начали покидать Карабах и уезжать в Грузию  и Ширван. В 1796 году русский император Павел Первый издал указ о переселении 60,000 карабахских армян на Северный Кавказ.
В 1752-1795 годах свыше 1000 семей карабахских армян были насильно обращены в ислам и отуречены.
В рапорте российскому императору Александру Первому (1801-1825 гг.) от 30 декабря 1804 года, генерал царской армии, князь П.Д. Цицианов, пишет, что из 300,000 армян, остававшихся в Карабахе к началу правления Ибрагим-хана, 280,000 ушли в Грузию, Ширван и Северный Кавказ и лишь 20,000 остались в Карабахе.
Согласно данным Коллегии иностранных дел России от 1798 года, из Карабаха в Россию переселились 40,000 армянских семейств (более 200,000 человек).
Таким образом, за годы существования Карабахского ханства, число армян сократилось с 500,000 в 1752 году, до 300,000 в 1780 году и 20,000 к 1804 году.
Только на территории Карвачара (Кельбаджарский район) до наших дней сохранились руины более 60 армянских поселений, среди которых крупный административный, торговый и культурный центр - Цар, в котором были монастырь, три церкви, множество хачкаров, но, находясь в последующем в составе Азербайджанской ССР, все они были окончательно разрушены. Эти опустевшие армянские селения, и их наследие, описывает в своей книге ленинградский археолог Е. Г. Пчелина, исследовавшая Кельбаджарский район в 1940 году.
Опустевшие территории заселялись пришлыми тюркскими и курдскими кочевыми племенами, что всячески приветствовалось и поощрялось шушинскими ханами, заинтересованными в укреплении своих позиций в крае.

### Новейшее время. Наши дни
На момент вхождения Карабаха в состав Российской империи в начале XIX века, численность карабахских армян составляла 100,000 семей (500,000 человек), из которых 20,000 семей (100,000 человек) жили в Шекинском и Ширванском ханствах, 11,000 семей (60,000 человек) - в Ставроплье и порядка 25,000 семей (125,000 человек) в других регионах Российской империи (Кубань, Астрахань, Москва и тд.), 20,000 семей (100,000 человек) в Грузии, 10,000 семей (50,000 человек) были изгнаны в Персию, 5,000 семей (20,000 человек) в Равнинном Карабахе и 5,000 семей (20,000 человек) разбросаны по всему миру. В самом Нагорном Карабахе, согласно камеральному описанию 1823 года, оставалось всего 5,107 семей (30,850 человек). То есть в пределах Южного Кавказа (Нагорный Карабах, Равнинный Карабах, Ширван, Шеки, Грузия) на момент вхождения Южного Кавказа в состав России в начале XIX века, суммарно насчитывалось 50,000 семей карабахских армян (250,000 человек), на Северном Кавказе - 20,000 семей (100,000 человек) и 30,000 семей (150,000 человек) в разных регионах России, Персии и других стран.
Перепись 1897 года показала в Елизаветпольской и Бакинской губерниях (бывшие Нагорный Карабах, Равнинный Карабах, Ширван и Шеки) - 310,000 карабахских армян, из которых 195,845 (63,2%) жили в пределах всего Исторического Карабаха, в том числе 106,363 в пределах будущей Нагорно-Карабахской АО и 89,482 в прилегающих районах, а также 32,781 человек жили в пределах бывшего Шекинского ханства и 52,233 в пределах бывшего Ширванского ханства, куда, ранее, эмигрировали из Карабаха.
Перепись 1970 года,показала в пределах СССР около 895,000 представителей карабахского субэтноса армян (25,1% от общего числа армян СССР и 16,5% от общего числа всех армян мира), в том числе в Азербайджанской ССР свыше 480,000 карабахских армян, из которых 237,000 в пределах исторических Нагорного и Равнинного Карабаха, (из них 121,000 жили в Нагорно-Карабахской АО и 116,000 в прилегающих районах), 207,000 в Баку, 36,000 в пределах бывших Шеки и Ширвана.
Еще порядка 60,000 карабахских армян жили в республиках Средней Азии, 25,000 в Ставропольском крае, 20,000 в национальных республиках Северного Кавказа, порядка 200,000 в Армянской ССР и около 110,000 в Грузии и в других регионах СССР.
С учетом того, что в 1960 году, во всем мире насчитывалось 5,419,000 армян, а к 2023 году, эта цифра составляет уже оценочно от 10,000,000 до 12,000,000 человек (прирост 1,85 - 2,21 раз), то современная численность карабахского субэтноса должна, соответственно, составлять от ок. 1,6 миллиона до 2 миллиона человек, то есть порядка 16% от общего числа армян в мире и 25% от числа армян в пределах бывшего СССР, составляя более 90% от армян живущих в Средней Азии, около 30% армян,живущих в РФ (от 700,000 до 1,000,000 человек, по оценке происхождения), в том числе более 80% от армян Ставропольского края, и около 20% населения республики Армения (ок. 600,000 человек).

## Язык
Карабахские армяне говорят на обособленном диалекте армянского языка, зачастую не понятном носителям других армянских диалектов.
Согласно Страбону («География», книга XI, глава 4), в I веке до нашей эры население Армении до реки Куры говорило на армянском языке.
Армянский историк VIII века Степанос Сюнеци первым упомянул местный диалект существовавший в области Арцах. В своём «Толкование грамматики» писал о диалекте Арцаха (арм. զԱրցախային). В 1711 году карабахский диалект упоминал Иоганн Иоахим Шрёдер.
По словам Ачаряна, на нём говорили в городах Шуша, Елизаветполь (ныне Гянджа), Нуха (ныне Шеки), Баку, Дербент, Агстафа, Дилижан, Караклис (ныне Ванадзор), Газак, Лори, Карадаг, квартал Леилабад в Тебризе (Иран), Бурдур и Одемиш (в Турции).
До конца 1980-х годов большинство армян, проживающих в Азербайджанской ССР, говорили на карабахском диалекте.
Карабахский диалект легко отличим от стандартного восточноармянского благодаря своей особой фонетике. В отличие от ереванского диалекта (на котором говорит большинство армян Республики Армения), ударение почти во всех словах падает раньше (на первый слог).
Помимо большого количества изменённых армянских слов в том числе из грабара, многие слова в карабахском диалекте происходят непосредственно из праиндоевропейского языка.
Карабахский диалект — единственный армянский диалект с особо выраженной палатализацией, относится к способу произношению согласного, при котором часть языка приближается к твёрдому небу, что смягчает этот согласный. Согласный, произносимый таким образом, называется палатализованным согласным.
Карабахский диалект отличается гласными и согласными звуками, отсутствующими в других диалектах, что делает его фонетически отличимым от литературного армянского языка и вообще других диалектов в целом, всего в карабахском диалекте насчитывается 6 таких звуков, отсутствующих в остальных вариантах армянского языка и не имеющих обозначений в армянском алфавите:
æ (ä)
œ (ö):
y (ü):
ɕ:
ɡʲ:
kʲʰ:
Карабахский диалект по мнению ряда исследователей является самостоятельным бесписьменным языком в составе армянской языковой группы.

## Религиозные представления
Среди карабахских армян было распространено слабое распространение почитания христианских святых. Подавляющее количество мест богомолья или совершенно не носит названий, связанных с определенными лицами, или носит название чисто местных святых: Хондик около с. Аветараноц, Сарибек около с. Дашушен, девы Ехиша кус в селе Чартар и др.
Во всяком случае, из-под христианской оболочки еще сильно выступают в Нагорном Карабахе отдельные частицы языческого ядра, всех стадий исторического развития. Поклонение домашнему очагу, совершение обрядов свадебных и крестильных у туруна, поклонение горным вершинам, отдельным скалам, рощам, деревьям, родникам и могилам, всем этим священным местам, которыми так богаты окрестности всех карабахских деревень, едва ли можно отнести к пережиткам специально авестических верований и следует возвести их к другим первоисточникам, чисто местным.
Однако, обычай закрывать дверь при выносе покойника из дома, пробивая ее тремя ударами гроба или погребальных носилок, можно считать идущим от близких к зороастрийским традициям. Нельзя было осквернять воду и огонь, грешно было плевать в воду или в огонь, грешно гасить огонь дуновением: гасили пламя свечи или светильники зажимом пальцев или металлической иглой, огонь же посыпали золой. Еще лет 40 тому назад, когда Ерванд Лалаян собирал материалы для этнографического описания Варанды, там можно было встретить стариков, поклонявшихся солнцу, луне и небесным светилам — источникам света. В настоящее время этих обрядов уже нет, пережитки однако остались.
Недалеко от с. Вагухас в долине р. Тартар, на вершине горы Ходжахурд стоят две часовеньки, носящие название Вахи, совершенно сходное с армянским именем бога грозы и молнии Вахагн. Если в засуху полить одну часовню водой — польет дождь; если же на другой зажечь огонь в дождливый день — взойдет солнышко. Безусловно, эта вершина (2402 м) была посвящена почитанию солнца. Наряду с такими формами поклонения солнцу и свету, в Нагорном Карабахе в еще большей мере продолжал жить в народе страх перед тьмой, наступающей после заката солнца, перед ночью, когда выползают отовсюду кашк-ер — злые духи. Этот страх привел к запрету некоторых видов работы после заката солнца.
Вообще многие из характерных верований и связанные с ними обычаи в Нагорном Карабахе, совпадая в подробностях с горскими, указывают на местное их происхождение, другие — праздник Вартэвур (Преображение) ведут нас к хеттам. Однако наличные материалы еще настолько не полны, что многие вопросы сравнительной этнографии в связи с их эволюцией у нас могут только быть намечаемы, но не разрешаемы категорически.

### Горные вершины
В такой стране, как Нагорный Карабах, где горный рельеф не перемеживается с каким-либо значительным пространством равнинного характера, поклонение горным вершинам естественно выступает на первое место. Нет ни одной более или менее высокой горы, на вершине которой не было бы святыни — "сурб" или хач — последнее слово в Нагорном Карабахе употребляется реже. Сурб — буквально «святое». Хач хотя на церковном языке и означает крест, в народном представлении имеет значение места, где божественные силы особенно охотно готовы выслушать и исполнить молитву человека. К таким вершинам относятся прежде всего Мрав на севере, Дизапайт на юге и оба Кирса в центральной части, привлекавшие богомольцев из самых отдаленных частей Арцаха. Вершина Мрава поднимается на хребте того же имени между Джрабердом и Гюлистаном. По двум опасным и круто извивающимся тропинкам люди взбирались среди трав и цветов к голым скалам, торчащим на самой вершине, чтобы там приложиться к маленькому белому хачкару, стоящему на небольшой площадке, обложенной по краям громадными камнями, ограждающими людей от падения. У одного из входов на эту площадку, в неглубоком колодце, они находили в самую жаркую летнюю пору снег и холодную воду.

### Рощи
Рощи считались священными и неприкосновенными. Ветви их были увенчаны лоскуточками от платьев женщин, которые вместе с этими лоскутьями рассчитывали оставить тут свои болезни и несчастья. Иногда дерево обматывалось ниткой — кыныч-кармур. Тут почитание горных вершин тесно сплеталось с почитанием деревьев. Проезжая или проходя мимо святой рощи, карабахец благочестиво снимал шапку и осенял себя крестом, а в известные дни здесь собиралась молиться масса народу. Прежде никто не осмеливался сорвать здесь лист, срезать ветку или же унести упавшие с дерева сучья: такого святотатца согласно повериям постигала или болезнь в виде паралича той или иной части тела, или несчастье в семье и неудача в делах. Рассказывают, что один, сорвавший ветку с дерева у святыни Сарибека (около Шуши, под с. Дашушен), сорок лет был пригвожден к постели. Кроме рощ, имеются и отдельно стоящие деревья — великаны, сурны. Около с. Гадрут, у родника Хор-Ахбюр, стоит священный гигантский чинар, более четырех саженей в окружности. Упавшие с него сучья валялись под ним, и никто их не трогал.

### Родники
Благодаря народному суеверию, многие родники спасены от усыхания, потому что в большинстве случаев священные рощи затеняют места, где из-под земли выбивается вода. Почитание воды, вызывающее запрет осквернять ее плевком или другим способом, превращается в поклонение. Имеется ряд родников, которым предписывалась чудесная сила исцеления от разных недугов и которые стали местом поклонения. Одни «излечивали» от чесотки (у с. Xюнот), другие от малярии и экземы (у с. Аветараноц, «Воске хач» у с. Гиши), третьи — от болезни глаз (родник «Ехин-Ахбюр» у с. Кусалат).

### Нахатак
Ко всем этим горным вершинам, священным камням (а их также много в Нагорном Карабахе), рощам, отдельно стоящим деревьям и родникам народ одинаково применяет слово сурп или реже хач. На вопрос, чем ознаменованы эти места, в большинстве случаев получаешь неопределенный ответ: «Ну, святое место и только». Редко когда с ними соединяется какое-либо сбивчивое предание. Или просто прибавляют: «Нахатаки тэха» — место мученика. Например, у с. Кызкала — Большой и Малый нахатак; у с. Пирджамал — Коба, а по соседству, у с. Нахичеваник — Ч'гнаворци (Мученица), у предыдущего села погибли за веру два брата — Пир и Джамал, а у последнего — их сестра; у с. Нор Кятук — Спитакхол и Зинавор; у с. Дрнаваз — Ахин Нахатак; у с. Птрецик (Бадара) — Цэра Нахатак; у с. Ванк — Хыкэхан; у с. Атерк — Астхаблур; у с. Оратах — просто Ныхатак и т. д. Нахатак (ныхатак) — это погибший за веру человек или павший в бою без причащения воин (в Кохаке, Мецшене), или человек, пораженный молнией. Большинство сурб-ов или не носят никаких признаков прикосновения христианства, или это выражается грубым изображением креста на камне, и в некоторых случаях возведением маленьких алтарей. Один из таких алтарей, сравнительно недавней постройки, но придерживающейся общепринятой архитектуры, возвышается на гребне выступа откоса, спускающегося к речке Вагуас из-под Цорской крепости (у сел Tax и Ванк, около Гадрута).

### Очаги
К местам поклонения относятся, наконец, и очаги — оджах. Почти в каждой деревне можно встретить иногда полуразрушенный карадам, от которого сохранились только стены, или еще жилой карадам, где помещается очаг, считавшийся священным для данного селения. Иногда в деревне таких очагов бывало несколько. В отличие от сурбов очаги носят родовые названия: в с. Кусапат имеются очаги Эрицанц и Веданц; в с. Чартар — Мирзабеканц, Тохцонц, Ходжанц; в с. Вагуас — Дилкянц; в с. Аветараноц — Меликанц; в с. Цоватех — Бгеранц; в с. Херхер — Чалунц; в с. Сарушен — Кеханц; в с. Пинги — Деранц и т. д. Во всех этих случаях фамильные названия употреблены в род. падеже множественного числа — Эрицянов, Ведянов и т. д. Эти фамилии основателей деревень (Эрицанц, Веданц, двух из двенадцати родов, основавших Кусапат) или родов, поселившихся здесь позже (Мирзабекяны из с. Мегри, Тохецяны — из с. Тох, Ходжяны — из Гандзасара), но выделявшихся своим благосостоянием и достатком, или домов, отличавшихся древностью происхождения и знатностью (Ходжяны — из рода меликов Гасан-Джалалянов, Бгеряны — из рода Мелик-Парсаданянов, Меликяны — из рода Шахназарянов), или семейств, дававших из поколения в поколение сельских старшин (Кохяны) и священников (Деряны). В Нагорном Карабахе, как и во многих других уголках мира, очаг дома считался символом семейной спайки.
Некоторые традиции и система верований, бытующие у удин и карабахских армян схожи. Одна из них — традиция поклонения «оджахам» — святым местам за пределами села, которые увязываются с христианским культом. Одна из них — традиция поклонения «оджахам» — святым местам за пределами села, которые увязываются с христианским культом (священная роща при церкви Св. Елисея, «оджах» Св. Георгия, «Кемрат оджах», «Чотари оджах», «Яловлитяпин оджах», «Булун оджах»; их связь с огнем, кроме этимологии названия, проявляется в форме — груда камней со свечой). Фактически сакральная роль «оъаь» выше, чем у церкви.

### Аհ Оհлан
Аհ Оհлан (тюрк. ag oglan — белый юноша) пользовался большим почитанием у тюркских и армянских крестьян. Жертвы приносились по воскресеньям и пятницам. При И. Петрушевском больная старуха-армянка в Аракюле, которой принесли в кувшине воды из горного источника, текущего со склонов Аհ Оհлана, набожно перекрестилась и выпила воду, вполне уверенная в быстром выздоровлении. Мусульманские муллы и имамы игнорируют пир, армянское духовенство также никогда не служило в нем служб, но, как передают, армянский «кешиш» — священник появлялся на Аհ Оհлане в дни большого скопления богомольцев и собирал с них пожертвования. За последние 3-4 года «кешишей» на горе больше не видно. Насколько удалось выяснить, почитание дизакского Аհ Оհлана распространено в округе радиусом приблизительно в 100км. Но дизакская гора — не единственное место почитания Белого Юноши. Подобно Зиарату, горы или местности с именем Аհ Оհлан и с аналогичным культом или пережитками его встречаются и в других районах Карабаха и Зангезура. Нам известны по крайней мере еще три местности с этим именем; гора Аհ Оհлан близ сел. Диваналиляр (в Варанде), местность близ Татевского монастыря и река, на которой расположен монастырь Цицерна-ванк; может быть, и почитание этих сурбов первоначально было связано с образом Белого Юноши. Более, чем вероятно, что в Закавказье есть еще и другие местности с тем же именем и преданиями. Здесь мы, очевидно, имеем дело не с местным культом, а с мифом, получившим значительное распространение среди крестьян тюрков и армян.
В культе Аհ Оհлана переплетаются черты растительного и солнечного мифа. Он не охристианен даже внешне, образ его не связан с образом св. Георгия, подобно другому кавказскому земледельческому солнечно-растительному божеству — Белому Георгию, Тетри Георгию Грузии; Аհ Оհлан – его несомненный родственник, но более счастливо избежавший христианизации. С другой стороны древнеармянский Ваհагн Вишапакар, этот юноша, выходящий из пламени с огненными волосами и с глазами, словно два солнышка, не близок ли Белому Юноши Дизака? Битвы Ваհагна с драконами –аждаհакам, о которых рассказывает Моисей Хоренский, вполне под стать подвигами Аհ Оհлана, героя — наездника. Его образ лишь осложнился образом растительного страдающего бога. Нам кажется не слишком рискованным сближение и самих имен Vaհ-agn и Аհ Оհлан (Ag Oglan). Не невозможна мысль, что последнее имя является тюркским осмыслением первого, путем нередкого в армянской речи выпадения начального V (ср. Vorotan – Orotan — крепость и монастырь в Сюнике) и превращения agn, по законам тюркско-азербайджанского языка, в аհан (agan) с ударяемым конечным а; аհан было затем осмыслено, как оհлан (oglan), в соответствии с образом юноши — Ваհагна. Аհ (=Vah) было при этом также осмыслено, как ag белый. Прежде, чем пережить такой процесс перехода, в связи с появлением тюркского населения в Карабахе или отуречением местных, некогда обармяненных, насельников, имя Ваհагна могло прожить в крестьянской среде века, благополучно игнорируемое церковной литературой...

## Культура

### Кухня

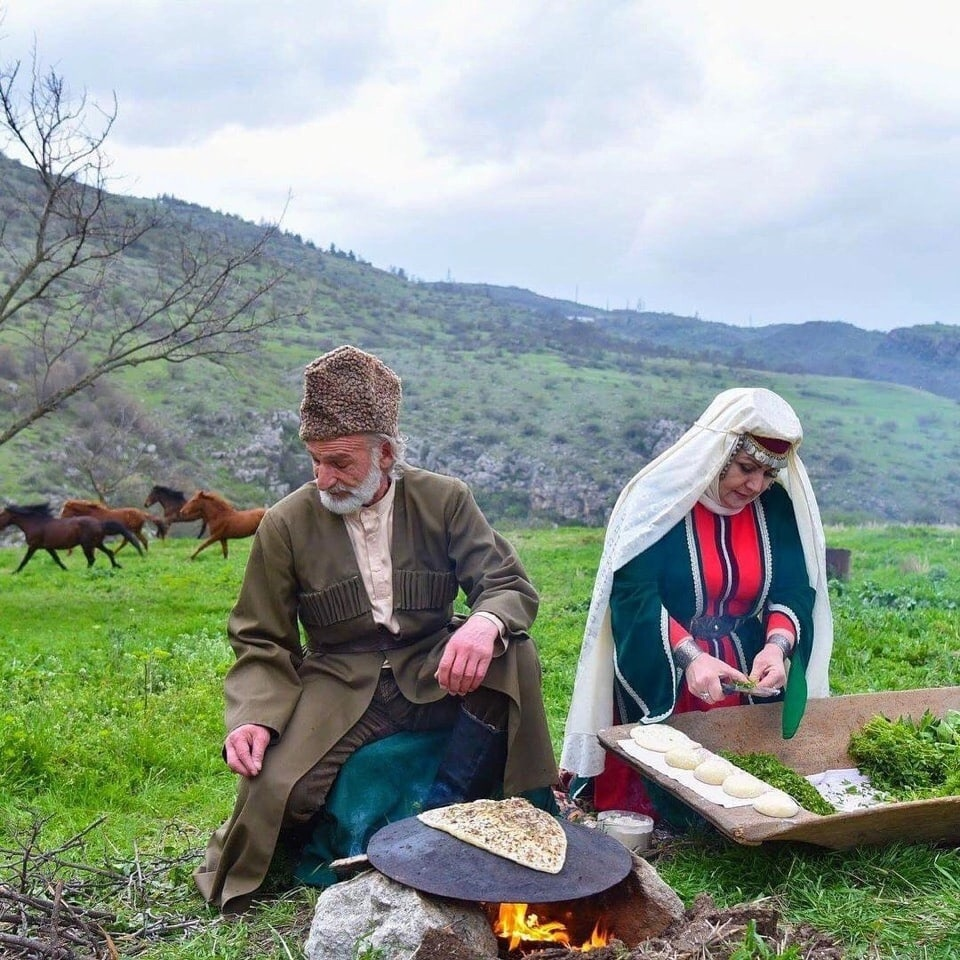
Приготовление Карабахского блюда Хац в национальных костюмах

Женгялов хац — хлебная лепёшка с начинкой из мелко нарезанной зелени различных растений, традиционное блюдо в кухне армян Нагорного Карабаха. Схож с другими блюдами кавказских народов: кутабом с зеленью, афаром.

### Костюмы

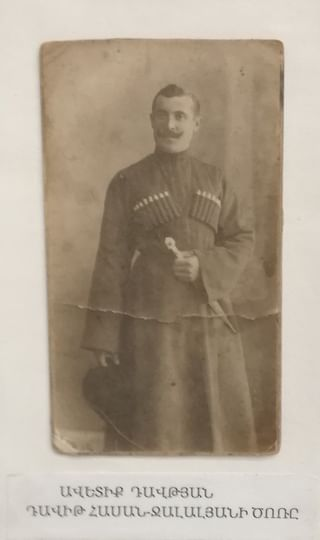
Армянин из Арцаха

Важной частью мужского костюма был архалух, сшитый из шерстяной или хлопчато-бумажной ткани черного цвета. Он представлял собой распашную одежду с низким стоячим воротом, застегивающуюся от ворота до талии на крючки и доходивший до колен. В мужской комплекс одежды входил также кожаный пояс, который одевали поверх архалуха. Кожаный пояс имел серебряную пряжку и накладные, гравированные растительным орнаментом украшения. В качестве тёплой одежды у мужчин была длинная (ниже колен), сшитая из шерстяной ткани чёрного или тёмно-синего цвета, со стоячим воротником чоха. Спереди чоха была прямой и застегивалась тремя пуговицами с помощью петель из тесьмы. К нагрудной части чохи пришивали патронницы (пампштакал). Чоха подпоясывалась узким матерчатым, чаще кожаным ремнём, а позднее (с конца XIX в.) нередко и наборным серебряным поясом с высокой пряжкой. Свадебная одежда у мужчин, которая была одновременно и праздничной, отличалась тем, что архалух был сшит из более дорогой ткани, чоха и шнурки обуви были красного цвета (этот цвет считался оберегом), а пояс — серебряный, который они получали во время венчания от родителей невесты. Данный тип одежды карабахских мужчин был распространён и у других восточных армян, в частности в Сюнике, Гохтне, а также в Лори.

### Жилище
Карадам обыкновенно стоит на склоне горы, так что три его стены почти целиком уходят в землю и только передняя с дверью и навесом, обращенным чаще всего на юг, стоит выше двора. Поэтому, нередко, лишь по возвышающемуся над поверхностью земли широкому усеченному конусу возможно бывает догадаться о наличии здесь постройки. Во многих местах крыша одного карадама служит двором для другого. Землянки эти со своими дворами стоят достаточно обособленно друг от друга и как-то держатся изолированно со своим внутренним миром. Даже в случае выделения кого-либо из взрослых сыновей в особую семью практиковалось возведение для него карадама не в непосредственной близи или стена к стене со старым, а всегда в некотором отдалении, по-видимому, с полным хозяйственным обособлением. Этому
должна была способствовать крайняя скученность старых построек, вследствие чего приходилось выбирать место для новых зданий на окраине деревни. Карадам в основании всегда выдерживает строго квадратную форму, стороны которой обычно не превышают 12 арш. Стены возводились толщиною в 1½  арш., причем лишь передняя выкладывалась более или менее тщательно, из обтесанных снаружи камней на извести, а остальные три, сидящие в земле, складывались из рваного камня довольно таки небрежно, иногда прямо примыкая к скале. Внутри они покрывались штукатуркой из глины или гажей. Боковые стены, выдвигаясь вперед аршина на три, образуют здесь справа и слева окаймление навеса. Внутри помещения в стенах оставляются ниши («патрհан»-պատրհան), начинающиеся чаще всего от пола или на высоте I ½ арш. от него. Ниши эти служат открытыми шкафами для помещения посуды, платья, постели. Иногда для последней цели к некоторым карадамам пристраивается в земле маленькое четырехугольное темное помещение, сообщающееся с главным через невысокую дверь, заменяемую иногда цветной занавесью. Этот чулан носит характерное название «кыհол» (կըհոլ), т.е. пещеры, выдолбленной прямо в скале и не обложенной стенами.
Самой характерной частью карадама является перекрытие основного квадрата. Потолок поддерживается четырьмя дубовыми столбами - колоннами - «сюн» (սիւն), установленными на каменных четырехугольных постаментах по углам на расстоянии 1½ - 1¾ - 2 арш. от каждой стены. Они представляют довольно тщательно оструганные стволы деревьев в 8-9 вершк. в диаметре, водруженные в углублениях постаментов корневищем вверх, причем корневищу придается форма приплюснутой с двух боков воронки с ложбиной «пыро» (պըռօ), наверху, для установки балок. Эти капители «сынаклох» (սընակլօխ) голова колонны в большинстве случаев, но не всегда, грубо орнаментированы геометрическими линиями: нигде мне не попадались растительные орнаменты.
Во всех виденных мною карадамах, без исключения, бревна, образующие потолок, чередуются в одном и том же порядке, освященном веками и никем не нарушаемом.  На верхних ложбинах - «пыро», установленных приплюснутыми сторонами капителей параллельно к задней и передней стенам, кладется параллельно к боковым стенам по одному бревну «керан» (կերան), на которых, от колонны к колонне, справа налево, укладывается уже по паре бревен «чохтак» (ճոխտակ) парные. Таким образом, получается квадратная рама, параллельная к квадрату
стен. На этих парных балках, отступя во внутрь около 1½ арш. от нижних одиночных балок, перекидывается по одной балке «керанахпер» կերանախպեր) брат керана. а на них уже, опять на том же расстоянии уже от «чохтаков», кладется справа налево по паре бревен «лелак» լելակ). Лелак’и вместе с керанхперами составляют второй квадрат, параллельный первому. Лелак-и служат подпоркой для двух деревянных дуг «кырап'ат» (կըռափատ) или «հюрт’укыр» (հիւրթուկըռ) локти հюрт-а, соединенные двумя перемычками «чарчыра» (չարչռա): чарчыры вместе с кырап’атами образуют ужи третий параллельный квадрат со сторонами около 1 аршина; это - рамка окна «հюрт» (հիւրթ) в потолке. Для того, чтобы кто либо из детей или случайно проходящих по крыше не провалился в это отверстие, середины сторон 3-го квадрата соединены тонкими, но крепкими брусьями из дерева (впоследствии они заменены железными), называемыми «хычап’ат» (խըչափատ) крест-брусья.
Весь этот скелет потолка плотно покрывается тесными рядами довольно толстых тесов, топором отколотых досок - «тылакоч’и» (տըլակոճեր), которые затем постилаются камышом или соломой и засыпаются толстым слоем глины. Крыша снаружи получает форму очень широко сидящего на квадрате усеченного конуса. Под ч’ухтаками (двойными балками), от колонны к колонне, на высоте человеческого роста, протянуто по шесту, концы которого всажены в углубления, продолбленные в колоннах. Архитектурное значение этих шестов, называемых татарским словом «салб» (սալբ) или «сылбаг’ач» (սըլբաղաճ) местные жители не могли определить. Указывалось лишь их хозяйственное назначение - для вешания ковров, платья, воронок, хозяйственных предметов...

Карабахский карадам. План. Разрезы. Плафон.

В помещение ведет лишь одна низкая дверь, оставляемая в передней стене, обыкновенно совершенно вплотную к правому углу. Через нее приходится входить несколько согнувшись. Снаружи дверной просвет отделан тщательнее других частей здания. Края идут с откосами, снабженными нередко ложными колоннами; верх перехвачен сводом, под которым вся перемычка заложена цельным камнем, украшенным надписью с упоминанием имени хозяина или строителя, а чаще всего орнаментированным. Так, в Гадруте на одном таком камне изображены две птицы (голуби?), клюющие цветок, который помещен посередине.
Сама дверь, всегда одностворчатая и толстая, открывается во внутрь, в сторону перегородки, идущей от края двери мимо [правой] передней колонны до середины комнаты. Эта перегородка «дрбызи» (դըրբըզի) - не выше человеческого роста - защищает от внешнего холодного воздуха и от первых взоров входящего в отделение, находящееся у внутренней стороны передней стены, где обыкновенно отдыхают домашние: здесь в некоторых карадамах помещаются широкие и длинные нары - «тахта» (թախթ), покрытая ковром; чаще же всего прямо пол покрывается циновкой и ковром. В середине карадама, под самым отверстием в потолке, устроено едва заметное углубление для разведении костра, окруженное несколькими тесаными камнями для сидения и др. надобностей. Зимой день и ночь поддерживался в доме обильный огонь, вся семья и гости располагались тут же возле костра. Иногда дым становился до того густым, что приходилось или выходить из помещения или ложиться на землю, пока он не выходил через открытую дверь или отверстие в крыше. Неудивительно, что вся глиняная штукатурка стен и потолок чернела от блестящей, маслянистой сажи. Отсюда и название «карадам», т. е. черный дом.
Напротив двери, под задней стеной, выложена из камня стойка - дюкан (դիւքան), вышиной в 1½ арш., занимающая около ⅔ длины стены. На ней укладываются посуда, мешки с мукой или солью, горшки с медом и вообще предметы, которые могут пострадать при поливке земляного пола. Спереди над стойкой оставлены 2-3 маленькие ниши, служащие для помещения разной мелочи и домашних припасов, а также заготовляемых на зиму солений, маринадов, сушений и т. п.
Карадам служит, собственно, зимним помещением. С ранней весны и до поздней осени вся семья живет более на открытых балконах - «сыհар» (սըհար). Сыհар обрамлен передней стеной и выступами боковых стен карадама, а спереди открыт: тут 5-7 столбов «сют’юн» (սիւթիւն) отделяют его от двора и поддерживают спереди крышу, составляющую продолжение крыши карадама и засыпанную также толстым слоем глины. Тут всегда в боковой стене, не прилегающей к входной двери, в полунише устраивается камин - очаг для изготовления летом пиши. Нередко вся половина, примыкающая к этому камину, вдоль столбов отгораживалась на высоте в 1½ арш. дощатой или плетенной из прутьев перегородкой, чтоб избегнуть любопытных глаз соседей и проходящих. Здесь, на этом балконе и во дворе, часто служащем крышей для
нижележащего карадама, сосредоточивалась вся семейная жизнь карабахского армянина в летнюю пору.
Общим правилом в Нагорном Карабахе является устройство совершенно обособленного от карадама помещения для домашнего скота, а также птицы, чего не находим в безлесных районах Армении, где зимою люди пользуются теплотой дыхания животных и селятся под одним кровом с ними. Это - «гёмы» (գեօմ) значительно удлиненные, узкие и низкие постройки из камня, грубо крытые и засыпанные глиною; свет в них проникает только через дверь и еще через маленькое отверстие в стене, оставляемое для выкидывания навоза «ахпц’акор» (ախպծակոռ). В местностях, где почва достаточна суха (напр. в районе Аракела, около Гадрута, сел. Дзамцор), гемы устраиваются в искусственных пещерах, иногда глубоко уходящих в скалу «кыհол», почти совсем лишенные вентиляции.
До установления русского владычества карадам был единственным типом крестьянского жилья. Впрочем, и меликские дворцы - «амараты» (ամարաթ) - мало чем отличались от них. По всей вероятности, переход от деревянного потолка к каменному в этих постройках феодалов совершился сравнительно поздно; по крайней мере, в области Варанды и Дизака очень древних амаратов мы не встречаем. Тут, напр., в родовом имении Мелик-Шахназарянов в сел. Аветараноц (или Чанахчи) самые древние «дворцы» относятся к XVII в.: они принадлежат мелику Баги. Сохранились только два карадама и ясно видны следы еще трех из общего числа, по преданию, тридцати, тянувшихся в ряд в
направлении с юга на север. В северном конце этого ряда стоит еще группа из трех карадамов мелика Сеира, жившего позже мелика Баги. Этот ряд покоев задней (западной) стеной вкопался в крутой скат скалы, а передней (восточной) выходит на обширный двор, устланный тесаными плитами; по крыше свободно можно гулять, спустившись с дороги, тянущейся выше по склону той же скалы. Фасад выведен из серого, гладко обтесанного камня. Все сохранившиеся меликские карадамы повторяют правильную форму квадрата и сообщаются друг с другом низкими дверьми. Каждый карадам имеет такую же низкую выходную дверь во двор. Внутри, в стенах,- обычные ниши, из которых одна широкой трубой выходит в крышу: видимо, огонь разводился здесь как бы в камине, а не посреди комнаты; потолок представляет крестовый свод, поднимающийся на квадрате стен и заканчивающийся наверху отверстием (հюрт): никаких колонн ни в Аветараноце, ни в др. местах (напр. в сел. Нынги) в каменных карадамах нет. Свод выведен из неправильных, сравнительно небольших рваных камней, спаянных крепким известковым раствором. Снаружи крыша была покрыта желобчатой черепицей, остатки которой теперь ясно видны лишь у самого оконного отверстия.
Был ли и меликский карадам снабжен со двора навесом, трудно судить: прямых следов не сохранилось. Если он и существовал, то, по всей вероятности, возведен был из дерева и притом не перед всеми карадамами. Только в одной местности, у самого подножья Карабахского Нагорья, в с. Шахбулаге, в том месте, где из-под скалы выбивает обильный родник, целая речка, и начинает затем течь по равнине, мне пришлось встретить красивый каменный карадам с каменной же галереей впереди: галерея тут образуется двумя колоннами, соединенными между собой и с выступами боковых стен маленькими арками.
Карадамы в Нагорном Карабахе давно уже перестали строиться: мужчины, уходящие на заработки в Баку, Ленкорань, Грозный и в Закаспийскую область, возвращаются с новыми привычками, которым уже не отвечают дымные, зимою плохо отопляемые темные и сырые подземные жилища предков. Обилие стекла, жести и др. строительных материалов давало возможность уже оставлять оконные просветы не в крышах, а в стенах, тем более, что умение выкладывать каменные печи или возможность ставить железные печи разрешало проблему отопления, не прибегая к открытому очагу посреди комнаты или в широких нишах-каминах. Дома нового городского типа выросли победоносно во всех селениях, вытеснив карадамы. При всем разнообразии в планах этих новых построек, кое-какие особенности карадама все же в них повторяются. Это, обыкновенно, двухэтажные здания флигельного типа с двухэтажным же балконом с одной стороны. Нижний этаж и теперь обыкновенно сидит задней стеной в земле склона горы, боковые стены в обоих этажах и теперь обыкновенно выдвигаются вперед, образуя края балконов, причем и теперь как в том, так и в другом этажах в них оставляются ниши - очаги для приготовления пищи. Нижний этаж отводится под склад домашних запасов, в крайне редких случаях для помещения лошади или коровы. Обычно и теперь помещение для кота устраивается отдельно. Верхний этаж предназначается для жилья и приема гостей и до последнего времени представлял одну обширную комнату, без нар (тахт) и др. мебели; постели на ночь раскладывались на коврах на полу, а днем собирались в углу, по старому обычаю, в четырехугольные башенки. Однако, и теперь летом все предпочитают спасаться от зноя в нижнем этаже, тем более, что балкон в верхнем этаже часто остекляется и
потому днем до крайности накаляется (считается особым шиком иметь стеклянную галерею; впрочем, тут сказывается все еще не исчезающая старая привычка скрываться от любопытных взоров соседей и проходящих): внизу и прохладнее, и приятнее спать прямо на земле, на разостланных коврах, по старинному.  Окна в настоящее время проделываются в боковых стенах, обыкновенно в сторону балкона. Население очень боязливо переходит к этому новшеству: окна везде снабжаются железными решетками, нередко с очень оригинальными узорами. Этот страх перед боковыми окнами характерно отмечается в пристройках меликов Шахназарян. После установления русского владычества, как известно, меликские мальчики получали воспитание на казенный счет в кадетских корпусах и других военных училищах и затем поступали в офицеры. Уже полковниками или генералами они возвращались на покой, в свое родовое имение, в Аветараноц, и здесь, конечно, не могли жить в карадамах и возводили для себя новые помещения. Такие, очень ранние «генеральские» покои сохранились у амаратов мелика Сеира. Тут по одной комнате прямо пристроено спереди к первому и третьему карадаму (из ряда в три карадама); они перекрыты продольным сводом во всю длину комнаты; большая часть земляного пола на шесть вершков приподнята: здесь работал и спал генерал. Окна оставлены в боковых стенах очень высоко и смотрят во двор своими узенькими отверстиями, широко раздвигающимися во внутрь: снаружи окна имеют 1½ арш. вышины и едва 6-7 вершк. ширины, а внутри более сажени вышины и 1½, арш. ширины. От конусообразных крыш карадамов в Н. Карабахе новые постройки перешли не к плоским, глинобитным крышам (как на Эриванской, Ширакской или Эрзерумской сухих равнинах), а к крышам покатым, крытым жестью и кое-где только черепицей: сравнительное обилие атмосферных осадков имелов этом случае решающее значение.

### Карабахский ковёр
Искусство ковроткачества было тесно связано с изготовлением занавесок, о чем упоминает армянский историк XIII века из Гянджи Киракос Гандзакеци. Он восхвалял Арзу-Хатун, жену хаченского князя Вахтанга Тагаворазна, и ее дочерей за их опыт и навыки в ткачестве.
Историк искусства Гравард Акопян отмечает, что «арцахские ковры занимают особое место в истории армянского ковроделия». Большая часть ковров с армянскими надписями происходят из Карабаха.

Древнейший дошедший до наших дней арцахский ковер c армянскими надписями был изготовлен в селе Бананц в 1202 г. По мнению некоторых исследователей, ковер произведен в 1051 (ՌԾԱ) году армянского летоисчисления, то есть в 1602 году григорианского календаря, однако в поминальной надписи указан 651 (ՈԾԱ) год, соответствующий 1202 году н. э.:
Киракос Бананцеци в 651 (ՈԾԱ) году в память о Рипсиме соткал данный ковёр.
Его композиция состоит из трех арок, «покрытых растительными орнаментами», и имеет художественное сходство с средневековыми иллюминированными рукописями, произведёнными в Хачене. На другом древнем армянском ковре из Казаха, который датируется XIII веком, сохранилось изображение борьбы дракона с орлом.
Общие темы и узоры, встречающиеся на армянских коврах, включают драконов и орлов. Они разнообразны по стилю, богаты по цвету и орнаментальным мотивам, и даже были разделены на категории в зависимости от того, какие животные были на них изображены, например, «арцвагорги» (ковры-орлы), «вишапагорги» (ковры-драконы) и «оцагорги» (змеиные ковры).

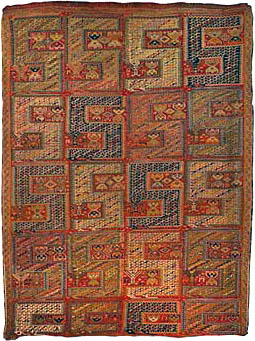
Армянский вишапагорг («драконий ковёр») из села Хцаберд, область Дизак, XIX век
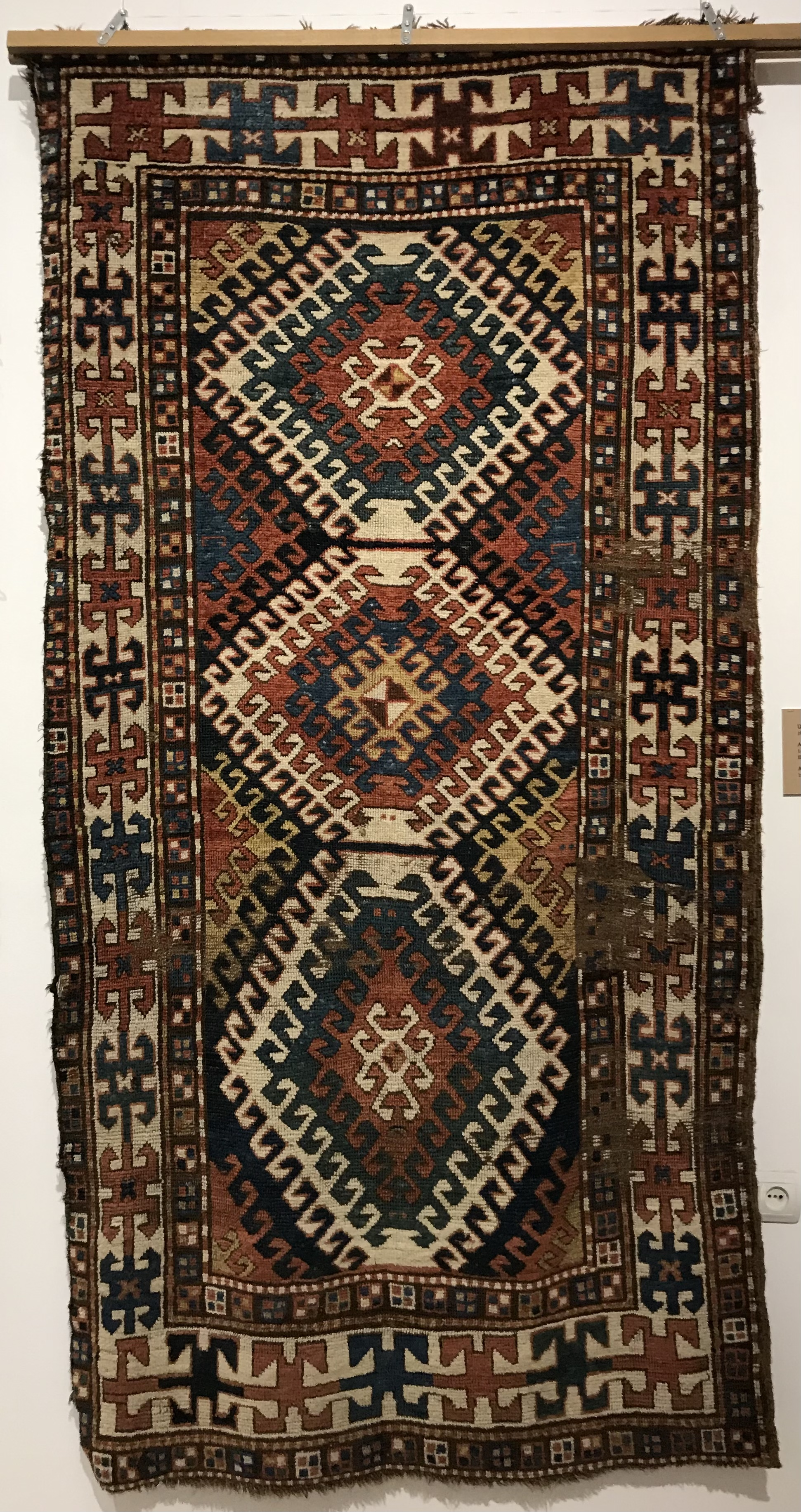
Армянский астхагорг («звёздный ковёр») из села Дашалты, южнее города Шуша, 1-я пол. XIX века
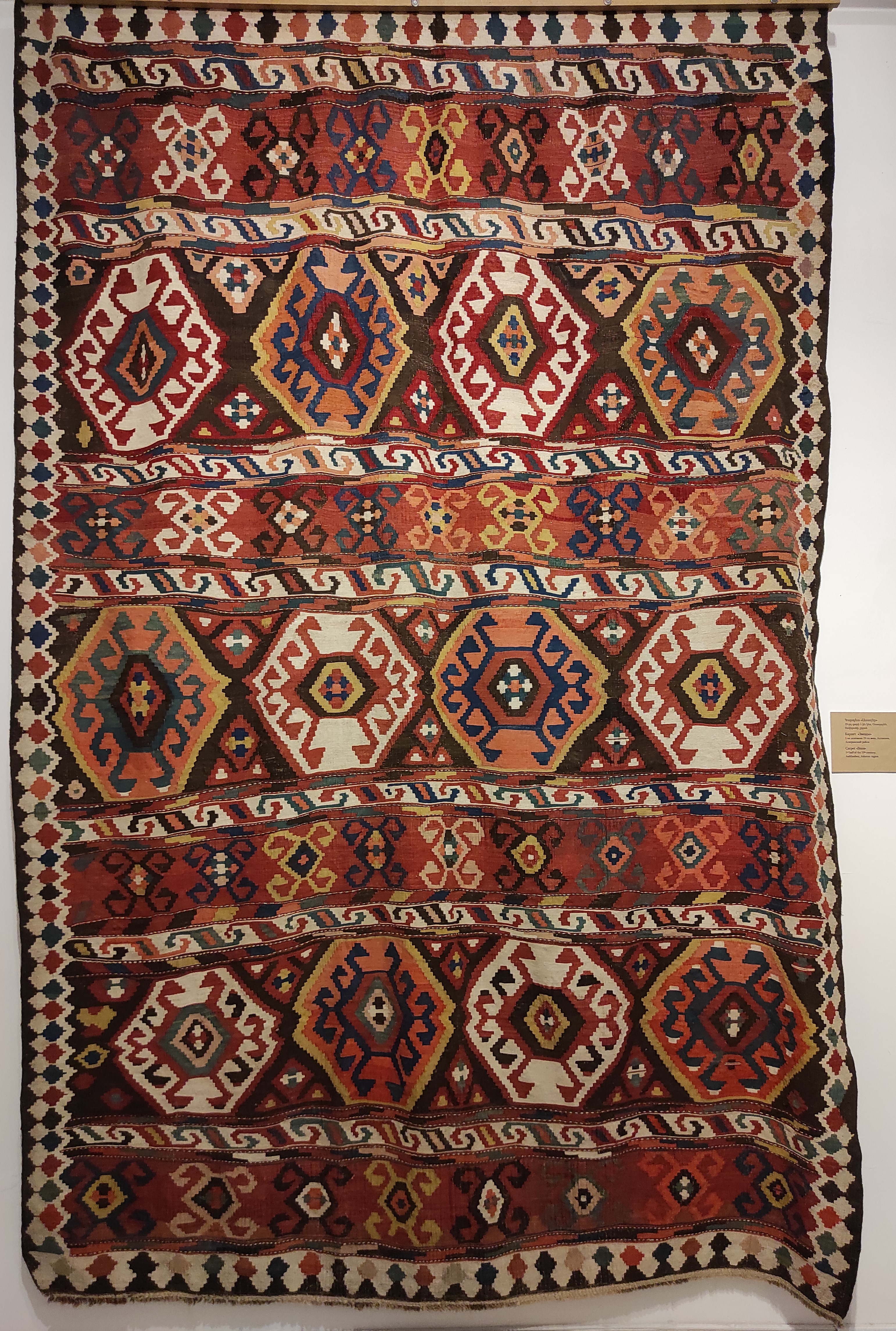
Карпет «Звезды» из села Дашбулаг, 1-я пол. XIX века (коллекция Шушинского музея ковров)